# 高橋高見
高橋 高見（たかはし たかみ、1928年12月23日 - 1989年5月10日）はミネベアの元社長、元会長。元民社党衆議院議員の高橋高望は弟。ミネベアミツミ代表取締役会長兼社長執行役員の貝沼由久は娘婿。

## 概要
東京都出身。父・精一郎は鉄屑商から身を起こしミネベアを創業して成功させた資産家であったが、「鉄屑屋の息子」という生い立ちにはコンプレックスを抱えていた。慶應義塾大学経済学部在学中は応援団長や経済学部自治会委員長を歴任し、応援団の制服を学ランからセーターに変え、早慶戦前夜祭を創設した。
鐘淵紡績から日本ミネチュアベアリング（現・ミネベアミツミ）に移り、社長に就任。日本におけるM&Aの先駆者であり、1970年代に企業買収を繰り返し、従業員数十人規模の日本ミネチュアベアリングを上場企業に成長させた。反骨の経営者、業界の革命児として、財界を中心としたエスタブリッシュメントの経営者や銀行を強く批判したことでマスメディアにもてはやされた。1980年代以降は海外を除けばM&A戦略があまり成功せず、1983年には蛇の目ミシン工業に対して日本初のTOBを仕掛けるも小佐野賢治の画策により失敗に終わり、後の光進事件につながる状況を作り出すことになった。1985年には三協精機への敵対的TOBを狙い、国内の金融機関を二分する状況となるが、ロサンゼルスの投資会社から逆にTOBを仕掛けられるという顛末を迎えた。

## 略歴
- 1951年（昭和26年）　慶應義塾大学経済学部卒業、鐘淵紡績に入社。
- 1959年（昭和34年）　日本ミネチュアベアリングに入社。
- 1966年（昭和41年）　同社社長に就任。
- 1987年（昭和62年）　同社会長に就任。

## 関連書籍
- 異色の“ミネベア経営”高橋高見の秘密（実業之日本社、1984）
- 経営の原点はここにあり 日本的経営は世界に通用しない（太陽企画出版、1987）
- 10年先を駆け抜けた男―企業家高橋高見の実像（徳間書店、1989）
- 高橋高見われ闘えり―私のM&A実践経営録（経済界、1989）
- 極秘司令｢X社を買収せよ｣（日本放送出版協会、1990）
- 闘う経営者（講談社、1988年） ※改題『社長の器』高杉良（講談社文庫、1992年）